# Harry Burton
Harry Burton (1879–1940) foi um fotógrafo britânico de egiptologia e arqueologia, que ficou conhecido pelas suas fotografias das escavações no Vale dos Reis, Egito. As suas fotografias mais famosas são, talvez, aquelas em que ele documentou a escavação de Howard Carter na tumba de Tutancâmon, em 1922. O jornal The Times publicou 142 dessas fotografias em sua edição de 21 de fevereiro de 1923.

## Trabalho
Ele trabalhou para Theodore M. Davis até 1914 e então para a expedição egípcia do Metropolitan Museum of Art, freqüentemente com Herbert E. Winlock. O trabalho de fotografar a escavação da tumba de Tutankhamon e seus artefatos levou 8 anos. Burton também fez experimentos com documentário gravando nos anos de 1920 incluindo muitas horas documentando a escavação da KV62.
Em 2001, o Metropolitan Museum of Art realizou uma exibição especial sobre o trabalho de Burton, intitulada: The Pharaoh's Photographer: Harry Burton, Tutankhamun, and the Metropolitan's Egyptian Expedition (O fotógrafo da faraó: Harry Burton, Tutankhamon e a Expedição Egípcia do Metropolitan).
E, começando em 26 de maio de 2006 o Instituto Oriental da Universidade de Chicago começou uma exibição das fotografias de Tutankhamon de Burton intitulada: Wonderful Things! The Discovery of the Tomb of Tutankhamu: The Harry Burton Photographs (Coisas maravilhosas! A descoberta da tumba de Tutankhamon: As fotografias de Harry Burton).